# Chrysometa machala
Chrysometa machala är en spindelart som beskrevs av Claude Lévi 1986. Chrysometa machala ingår i släktet Chrysometa och familjen käkspindlar. Inga underarter finns listade i Catalogue of Life.